# Honschaft Vilkerath
Die Honschaft Vilkerath war vom Mittelalter bis zur Wende des 18. zum 19. Jahrhundert eine von sieben Honschaften des Kirchspiels Overath im Gericht Keppel des bergischen  Amtes Steinbach.
Die Honschaft ist seit Mitte des 13. Jahrhunderts urkundlich belegt, Titularort der Honschaft war der Hof Vilkerath. 1794 wurde die Honschaft aufgrund einer Anordnung des Kölner Erzbischofs Maximilian Franz von Österreich dem Kirchspiel Hohkeppel zugewiesen. Aufgrund von kommunalen Gebietsreformen befindet sich das ehemalige Honschaftsgebiet heute auf dem Gemeindegebiet von Overath, Lindlar und Engelskirchen.
Orte in der Honschaft waren Ober- und Untervilkerath, Steinhaus, Aggerhof, Bengelshöhe, Ober- und Unterhasbach, Ober- und Unterheide, Krombach, Rott, Kleuelshöhe, Kreutzweg, Lehmshof, Weißenpferdchen, Ober- und Unterstaat und der Teil Hohkeppels südlich der Hauptstraße durch den Ort.